# Adrian Wehner
Adrian Wehner (* 24. Juli 1982 in Mutlangen) ist ein deutscher Handballspieler. Seine Körperlänge beträgt 1,89 m.
Wehner begann mit dem Handballspielen mit sieben Jahren beim VfL Winterbach und wurde später in die Bezirksauswahl berufen. Als A-Jugendlicher half Wehner in der 1. Mannschaft der HSG Winterbach-Weiler in der Bezirksliga aus. Im Juli 2001 wechselte er von der HSG Winterbach-Weiler zum TV Bittenfeld. Mit dem TVB stieg Wehner 2003 in die Oberliga Baden-Württemberg auf. 2004 erreichte er mit dem TVB den Aufstieg in die Regionalliga. 2006 stieg er mit Bittenfeld in die 2. Handball-Bundesliga Süd auf. Am Ende der Saison 2010/2011 qualifiziert er sich mit dem TV Bittenfeld für die neu gegründete eingleisige 2. Handball-Bundesliga. In über 230 Zweitligaspielen erzielte er über 660 Tore. Im Sommer 2011 wechselte Wehner zur SV Remshalden in die Württembergliga. Mit Remshalden stieg Wehner in die Oberliga auf und gewann die Württembergische Meisterschaft. Seit 2017 spielt er bei der SG Schorndorf.
Als Jugendlicher spielte Wehner als Linksaußen. Später bekleidete er die Position eines linken Rückraumspielers. Bei Remshalden wurde er auch im rechten Rückraum eingesetzt.
2006 wurde Wehner für besondere Verdienste um den Sport mit der Sportverdienstplakette der Stadt Waiblingen ausgezeichnet.
Wehner hat den Beruf eines Metallbauers erlernt. Er ist verheiratet und wohnt in Schorndorf.